# Err, Pyrénées-Orientales
Err (în catalană Er) este o comună în departamentul Pyrénées-Orientales din sudul Franței. În 2009 avea o populație de 640 de locuitori.

## Evoluția populației
| An        | 1975 | 1982 | 1990 | 1999 | 2006 | 2009 |
| --------- | ---- | ---- | ---- | ---- | ---- | ---- |
| Populație | 370  | 408  | 398  | 551  | 613  | 640  |